# Banksia marginata
Banksia marginata, vulgarmente conhecida como Banksia de Prata, é uma espécie de árvore ou arbusto lenhoso que pertence ao gênero de plantas Banksia, encontradas em grandes quantidades no sudeste da Austrália. Ela varia da península de Eyre, no sul da Austrália, ao norte de Armidale, Nova Gales do Sul e em toda a Tasmânia e nas ilhas do estreito de Bass. Cresce em vários habitats, incluindo florestas de eucaliptos, matagais, charnecas e planícies. A Banksia marginata varia amplamente em seu hábito, variando de um arbusto pequeno, com 20 cm (7,9 pol) de altura, para uma árvore grande, com 12 m (40 ft) de altura. As folhas estreitas são lineares e as inflorescências amarelas (picos de flores) ocorrem no final do verão até o início do inverno. Os picos de flores desaparecem para ficarem castanhos e depois cinza e desenvolvem folículos lenhosos com as sementes aladas. Originalmente descrita por Antonio José Cavanilles em 1800, outras coleções de B. marginata foram descritas como várias espécies distintas por Robert Brown em 1810. No entanto, todas foram reclassificadas como uma única espécie por George Bentham em 1870. Nenhuma subespécie distinta foi reconhecida como Banksia pelo especialista Alex George, que, no entanto, admite que é necessária uma análise adicional.
Muitas espécies de pássaros, em particular as da família Meliphagidae, ciscam nos picos de flores, assim como as abelhas nativas e europeias. As consequências após um incêndio variam. Algumas populações são serotinosas: são mortas pelo fogo e se regeneram a partir de grandes reservas de sementes que foram mantidas em cones no dossel da planta e que são liberadas após serem queimadas. Outras se regeneram a partir de lignotubérculos subterrâneos ou brotos de raízes laterais. Embora tenha sido muito utilizada a sua madeira, a Banksia marginata é mais facilmente vista como uma planta de jardim, de pequena estatura (na forma de bonsais) e sendo comercialmente reproduzidas e vendidas.

## Taxonomia e nomeação

### Inclusão ao gêneroBanksia

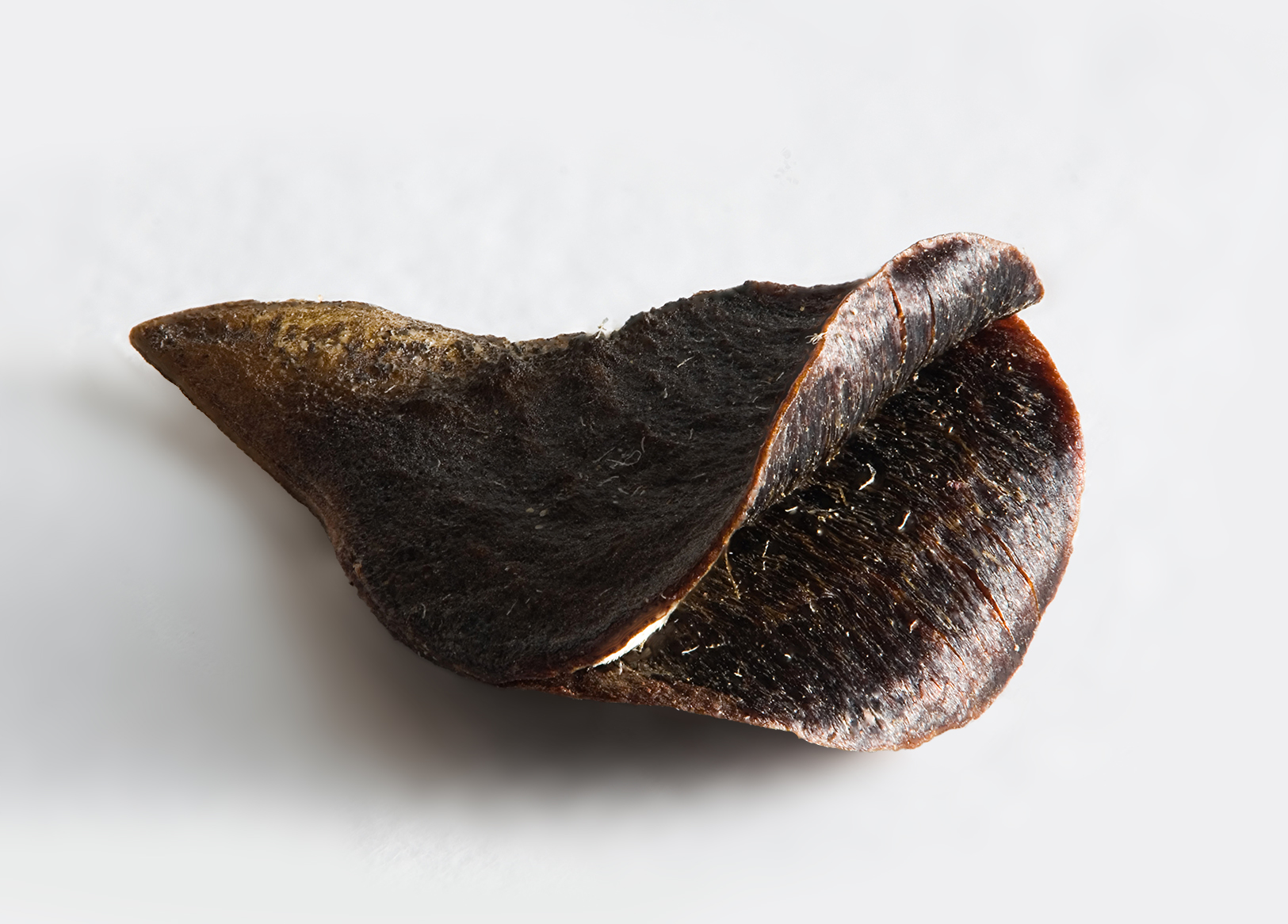
Separador de sementes da Banksia marginata com sementes aladas ainda aninhadas dentro dele

Gênero Banksia
Subgênero Isostylis
Subgênero Banksia
Seção Oncostylis
Seção Coccinea
Seção Banksia
Série Grandes
Série Banksia
Série Crocinae
Série Prostratae
Série Cyrtostylis
Série Tetragonae
Série Bauerinae
Série Quercinae
Série Salicinae
B. dentata – B. aquilonia – B. integrifolia – B. plagiocarpa – B. oblongifolia – B. robur – B. conferta – B. paludosa –  B. marginata – B. canei – B. saxicola